# Semiothisa violavittata
Semiothisa violavittata är en fjärilsart som beskrevs av Arnold Pagenstecher 1888. Semiothisa violavittata ingår i släktet Semiothisa och familjen mätare. Inga underarter finns listade i Catalogue of Life.